# Gustavia latolamellata
Gustavia latolamellata är en kvalsterart som beskrevs av Hammer 1977. Gustavia latolamellata ingår i släktet Gustavia och familjen Gustaviidae. Inga underarter finns listade i Catalogue of Life.